# Vrbice, Karlovy Vary
Vrbice là một làng thuộc huyện Karlovy Vary, vùng Karlovarský, Cộng hòa Séc.